# Франкенштајн (манга)
Франкенштајн је колекција манги аутора Џунџија Ита. Колекција се састоји од три приче које су се објављивале између 1994. и 1998. године. Издавачка кућа Асахи Сонорама је јануара 1999. године објединила приче у један танкобон и објавила као 16. додатак у збирци Џунџи Ито – хорор комик колекција. Манга се такође нашла као 10. додатак у збирци Џунџи Ито – колекција ремек-дела.
Колекција је 2019. године освојила награду Ајзнер за најбољу адаптацију Мери Шелиног романа Франкенштај или модерни Прометеј.
У Србији, издавачка кућа Дакрвуд је превела мангу на српски језик 2025. године.

## Радња
Манга се састоји од три приче. Прва је адаптација романа Мери Шели из 1818. године. Друга прати породицу чије је дете развило болест због које не може да се креће и говори, чинећи је налик лутки. Трећа прича је аутобиографског карактера, у коме се Ито присећа пластичног измета које је нашао на фестивалу.

## Списак томова
| Бр. | Првобитни датум издања | Првобитни | Датум издања на српском | на српском        |
| --- | ---------------------- | --------- | ----------------------- | ----------------- |
| 1 | јануар 1999.           | —         | 25. март 2025.          | 978-86-6163-714-8 |
| \| - „Мистични врат” (首幻想 ) - „Мочвара живих утвара” (生霊の沼 ) - „Пријатељи који се дописују” (ペンフレンド ) - „Уљез” (侵入者 ) - „Ошикиријева несвакидашња прича” (押切異談 ) - „Зидови” (押切異談・壁 ) - „Франкенштајн” (フランケンシュタイン ) - „Пакао покопавања лутке” (地獄の人形 ) - „Фиксирано лице” (顔面固定 ) - „Нон-нон Ојабун” (ノンノン親分 ) - „Нон-нон Ојабун и игра жмурке” (ノンノン親分のかくれんぼ ) \| |                        |           |                         |                   |
| - „Мистични врат” (首幻想 ) - „Мочвара живих утвара” (生霊の沼 ) - „Пријатељи који се дописују” (ペンフレンド ) - „Уљез” (侵入者 ) - „Ошикиријева несвакидашња прича” (押切異談 ) - „Зидови” (押切異談・壁 ) - „Франкенштајн” (フランケンシュタイン ) - „Пакао покопавања лутке” (地獄の人形 ) - „Фиксирано лице” (顔面固定 ) - „Нон-нон Ојабун” (ノンノン親分 ) - „Нон-нон Ојабун и игра жмурке” (ノンノン親分のかくれんぼ )       |                        |           |                         |                   |